# Amar Guerni
Amar Guerni , né le 15 décembre 1996, est un karatéka algérien,,.

## Palmarès
| Année | Compétition                                            | Lieu      | Résultat | Catégorie     |
| ----- | ------------------------------------------------------ | --------- | -------- | ------------- |
| 2011  | Championnats du monde de karaté juniors et cadets 2011 | Malacca   | 1re      | Kumite −63 kg |
| 2011  | 2ème Championnat Arabe de Karaté cadets et juniors     | Marrakech | 2e       | Kumite −63 kg |